# 1952年ヘルシンキオリンピックのニュージーランド選手団
1952年ヘルシンキオリンピックのニュージーランド選手団（1952ねんヘルシンキオリンピックのせんしゅだん）ニュージーランドは、1952年7月19日から8月3日にかけてフィンランドの首都ヘルシンキで開催された1952年ヘルシンキオリンピックのニュージーランド選手団、およびその競技結果。

## 概要
今大会は金メダル1個、銅メダル2個の合計3個のメダルを獲得した。

## メダル
| メダル | 選手名                   | 競技 | 種目             |
| ------ | ------------------------ | ---- | ---------------- |
| 金     | イヴェット・ウィリアムズ | 陸上 | 女子走幅跳       |
| 銅     | ジョン・ホランド         | 陸上 | 男子400mハードル |
| 銅     | ジーン・スチュワート     | 競泳 | 女子100m背泳ぎ   |